# Syracuse (Kansas)
Syracuse è una città degli Stati Uniti d'America e capoluogo della contea di Hamilton nello Stato del Kansas.
La popolazione al 2010 era di 1 812 abitanti.

## Geografia fisica
Syracuse è situata a 37°58′59″N 101°45′04″W (37.982938, -101.751224).
Secondo lo United States Census Bureau, ha un'area totale di 4.10 miglia quadrate (10.62 km²).

## Storia
Syracuse in origine si chiamava Holidaysburg, e sotto quest'ultimo nome è stata fondata nel 1873. Successivamente ha cambiato nome in Syracuse prima del 1878, dalla città di Syracuse nello Stato di New York.

## Società

### Evoluzione demografica
Secondo il censimento del 2010, c'erano 1,812 persone.

### Etnie e minoranze straniere
Secondo il censimento del 2010, la composizione etnica della città era formata dal 76,7% di bianchi, lo 0,2% di afroamericani, l'1,8% di nativi americani, lo 0,2% di asiatici, lo 0,1% di oceanici, il 19,4% di altre razze, e l'1,6% di due o più etnie. Ispanici o latinos di qualunque razza erano il 32,7% della popolazione.